# Merelbeke
Merelbeke là một đô thị located trong tỉnh Oost-Vlaanderen, ở Bỉ. Đô thị này bao gồm các làng Bottelare, Lemberge, Melsen, Merelbeke, Munte và Schelderode. Tại thời điểm ngày 1 tháng 1 năm  2006, Merelbeke có tổng dân số 22.353 người. Tổng diện tích là 36,65 km² với mật độ dân số là 610 người trên mỗi km².